# Gooisch Fanfare Orkest
Het Gooisch Fanfare Orkest is een fanfareorkest uit Hilversum, dat opgericht werd in oktober 1925. Tot november 2015 heette de vereniging Christelijke Muziekvereniging "Oranje Harmonie" Hilversum.

## Geschiedenis

### Fanfareorkest
De vereniging werd op 14 oktober 1925 opgericht als onderdeel van de Hilversumse Oranjevereniging uit onvrede over het repertoire van het bestaande muziekkorps. In 1927 verwerd de afdeling een zelfstandige vereniging, onder leiding van C.H. Rijke, maar nog steeds nauw verbonden met de Oranjevereniging. .

### Oranjefeesten

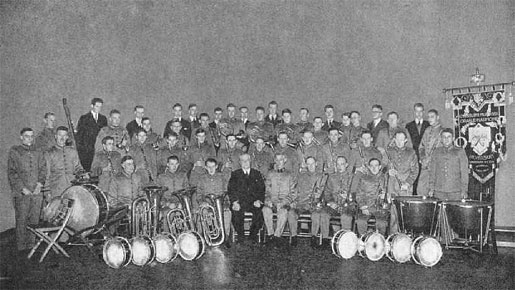
Oranje Harmonie anno 1938

Het korps was eerst vooral nog bedoeld als muzikale omlijsting van oranjefeesten. Bijgaande foto is gemaakt op de Kerkbrink in Hilversum, ter ere van het 40-jarig regeringsjubileum van koningin Wilhelmina. Na de bevrijding in 1945 had iedere buurt zijn feest. De Oranje Harmonie trad soms vier keer in de week op, vaak met een half orkest en op geïmproviseerde podia.

### Van harmonie naar fanfare
In de jaren 1950 werd er een tamboerkorps opgericht. In 1956 werd een jeugdorkest opgericht. Hiervoor kwamen heel wat aanmeldingen binnen en het bleek een goede voedingsbodem voor het grote orkest. Later gingen het grote orkest en het jeugdorkest in elkaar op. Ook schakelde de Oranje Harmonie over van harmonieorkest naar fanfare.

### Naamsverandering
Tijdens de jaarvergadering van 2015 hebben de leden besloten dat het tijd werd voor een nieuwe naam. Deze nieuwe naam werd onthuld tijdens het 90-jarig jubileumconcert. De Oranje Harmonie gaat sindsdien door het leven als het Gooisch Fanfare Orkest.

## Dirigenten
- 10-1925 ~ 04-1956 C.H. Rijke
- 04-1956 ~ 02-1964 J. Rijke (Jan)
- 02-1964 ~ 08-1965 P. de Boer (Pieter)
- 08-1965 ~ 09-1967 Dhr. Gijzen
- 11-1967 ~ 08-1968 Dhr. Brons
- 08-1968 ~ 12-2003 Rijk van den Berg
- 03-2004 ~ 08-2011 Floris van der Kooij
- 08-2011 ~ 03-2012 Hans Viezee
- 08-2011 ~ 03-2012 Thom Huitema: (opleidingsorkest)
- 03-2012 ~ 08-2013 Erwin ter Bogt
- 08-2013 ~ 04-2023 Joop Nijholt
- 11-2023 ~ heden   Daan Voorburg